# Birts Street
Birts Street – wieś w Anglii, w hrabstwie Worcestershire, w dystrykcie Malvern Hills. Leży 20 km na południe od miasta Worcester i 162 km na zachód od Londynu.